# Панельное обсуждение

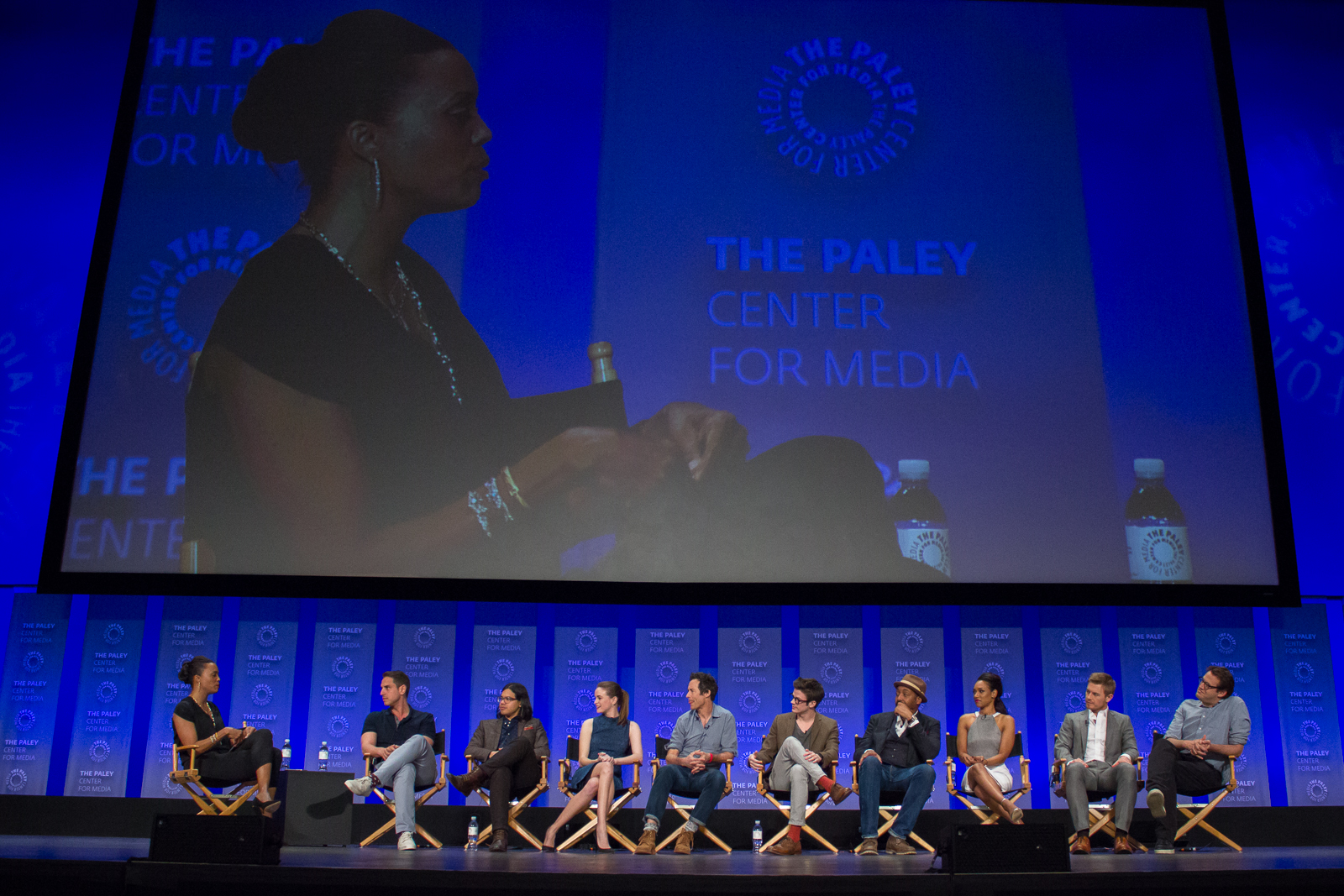
Панельное обсуждение с актёрами сериала «Флэш» в 2015 году на PaleyFest

Панельное обсуждение (также панельная дискуссия или просто панель) — обсуждение некоторой темы группой людей перед аудиторией, как правило, на научных, деловых или академических конференциях, фан-конвенциях, или телевизионных шоу. Обычно обсуждение ведёт модератор, который направляет дискуссию, иногда задаёт вопросы аудитории, старается сделать обсуждение информативным и интересным.

## Формат

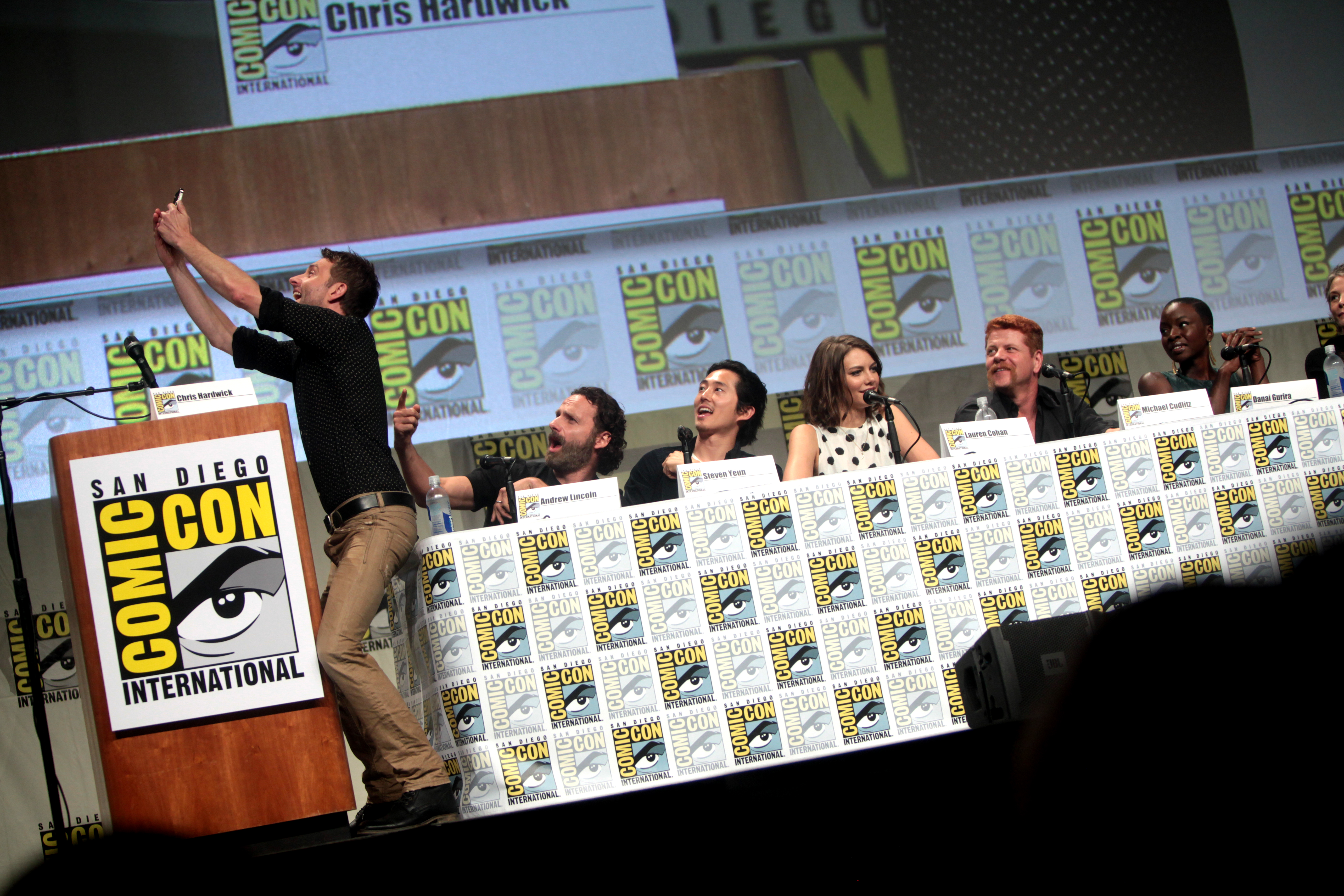
Крис Хардвик, ведущий панели по сериал «Ходячие мертвецы», делает снимок с актерами Эндрю Линкольном, Стивеном Юном, Лореном Коэном, Майклом Кудлицом и Данаей Гурира в 2014 году на Комик-коне

Типичный формат дискуссионной панели включает в себя модератора, выступающего перед аудиторией.
Формат панельного обсуждения используют такие телешоу как Real Time with Bill Maher, Loose Women, The Nightly Show with Larry Wilmore, также частично его использует Meet the Press. Так же этот формат встречается в телевикторинах, например, в QI и Never Mind the Buzzcocks, в этом случае иногда используется термин «панельные игры».

## Фан-конвенции
Панельные дискуссии стали популярными на конвенциях фанатов научно-фантастического жанра, таких как San Diego Comic-Con и New York Comic-Con, люди стоят в очередях, чтобы попасть на них. На подобных мероприятиях иногда можно посмотреть отрывки из ещё не вышедших фильмов или компьютерных игр. Было установлено, что подобные предпоказы увеличивают популярность блокбастеров в последующие годы.
Одной из первых подобных панелей в кино-индустрии было обсуждение на San Diego Comic-Con 1976, когда публицист Чарльз Липпинкотт представил слайд-шоу фильма под названием Звездные войны перед «несколько скептически настроенной» аудиторией. Пять лет спустя на San Diego Comic-Con 1981, когда подобная практика ещё не была распространена, на обсуждении фильма Бегущий по лезвию был показан короткометражный фильм-анонс. В 2000 году предпоказ фильма Властелин Колец: Братство кольца открыл эпоху панельных презентаций высокой популярности.